# Chthonius apulicus
Chthonius apulicus är en spindeldjursart som beskrevs av Beier 1958. Chthonius apulicus ingår i släktet Chthonius och familjen käkklokrypare. Inga underarter finns listade i Catalogue of Life.